# Мананніков Олексій Петрович
Мананніков Олексій Петрович (нар. 18 січня 1956, Новосибірськ ) - політик і правозахисник, народний депутат РРФСР (1990-1993), депутат Ради Федерації Федеральних Зборів РФ першого скликання (1993-1995).

## Біографія
Народився 18 січня 1956 року у Новосибірську . Закінчив економічний факультет Новосибірського державного університету в 1978 р. У 1978-1980 викладач кафедри політекономії НДІЗТ (нині СГУПС). 1980-1982 - аспірант і викладач кафедри політекономії Московського Інституту Управління (МІУ) . 4 березня 1982 р. був заарештований та поміщений у СІЗО «Лефортове». Засуджений на три роки позбавлення волі за висловлювання на підтримку « Солідарності » та критику придушення робітничого руху з боку держави за ст.190-1 КК РРФСР «поширення свідомо хибних вигадок, що ганьблять радянський державний та суспільний устрій»  . Відбував термін у ВТК Архангельської та Новосибірської областей  . 1987-1990 - співпрацював з журналом " Гласність ", був засновником і редактором Сибірського незалежного інформаційного агентства (СібІА) , кореспондентом Радіо "Свобода"  .

## Політична діяльність
18 березня 1990 року обраний народним депутатом РРФСР по 57-му національно-територіальному округу що включав у собі всю територію м. Новосибірська. Передвиборна програма включала тези необхідність деколонізації Сибіру. Працював на постійній основі у Комітеті Верховної Ради з питань економічної реформи та власності, входив до депутатської групи «Демократична Росія», фракції «Радикальні демократи» та «Коаліції реформ»; 1991 р. очолив обласну організацію руху «Демократична Росія», з лютого 1994 р. — член Координаційної ради ДР  .
12 грудня 1993 Мананников був обраний депутатом Ради Федерації РФ від Новосибірської області, був заступником голови Комітету з міжнародних справ, членом Мандатної комісії  . У грудні 1995 р. брав участь у виборах глави адміністрації Новосибірської області.

## Громадська діяльність
Є засновником та керівником Новосибірського правозахисного фонду «Відень-89», членом Координаційної ради Новосибірського товариства « Меморіал », членом « НТС ». У 1993 р. виступав із критикою президентського проекту Конституції РФ. Був одним із ініціаторів висування кандидатури М. С. Горбачова на президентські вибори 1996 р. та довіреною особою кандидата.
У 2022 став один із спікерів Форуму Вільних Народів Постросії

## Судові переслідування
- 25 грудня 2005 року у м. Кемерово порушено кримінальну справу за ч.3 ст. 159 КК РФ. У цій справі слідча група зі співробітників міліції та ФСБ тричі проводила у Мананнікова обшуки в 2006 [7] [8] [9] . Справа припинена через відсутність події злочину в листопаді 2011 року [10] .
- 6 березня 2006 року у м. Новосибірську порушено кримінальну справу за ч.4 ст. 159 КК України. Справа припинена через відсутність події злочину у лютому 2011 року. І кемерівська, і новосибірська справа були порушені за доносом колишнього співробітника прокуратури — Сергія Руденка, який на той час уже кілька років проживав у Новій Зеландії [11] [12] .
- 14 квітня 2006 року у м. Новосибірську порушено кримінальну справу за ст. 319 КК РФ [13] . У цій справі А. П. Мананніков перебував під підпискою про невиїзд з Новосибірська (тричі оголошувався в розшук) з травня 2006 до липня 2009 року. Обвинувальний вирок зі звільненням від покарання за закінченням терміну давності набув чинності 24 вересня 2010 [14] [15] .
- 10 липня 2006 року у м. Кемерово порушено кримінальну справу за ч.2 ст.171 КК РФ. Поєднано із кемерівською справою за ч.3 ст. 159 КК України. Справу припинено через відсутність події злочину у листопаді 2011 року.
- 1 жовтня 2010 року в м. Новосибірську порушено кримінальну справу щодо ст. ст. 297 і 298 КК РФ [16] [17] [18] [19] . Незаконно містився на психіатричну експертизу, але був звільнений під тиском громадськості та Незалежної асоціації психіатрів Росії [20] . Перебував під підпискою про невиїзд із Новосибірська з жовтня 2010 по лютий 2013 року. Неодноразово оголошувався у розшук [21] . Справа слухалася у закритому засіданні. Обвинувальний вирок зі звільненням від покарання за закінченням терміну давності набув чинності 6 лютого 2013 [22] .

## Цікаві факти
- В 1992 керував робочою групою і просував у Верховній Раді РФ закон «Про захист прав споживачів» [23] .
- 22 грудня 1995, напередодні другого туру губернаторських виборів у Новосибірській області, захопив новосибірське телебачення [24] .
- У жовтні 2007 року вийшов на мітинг, організований владою на підтримку Путіна, з плакатом «Путін краще за Гітлера » [25] .
- У серпні 2008 року, під час війни в Грузії, Мананніков був одним із підписантів листа групи правозахисників, які закликали світову спільноту засудити дії Росії проти Грузії і вимагали виключення Росії зі складу « Великої вісімки » [26] .
- У грудні 2008 року звернувся до депутатів Новосибірських обласних законодавчих зборів із пропозицією проголосувати проти змін Конституції, які збільшують термін повноважень президента РФ з 4-х до шести років, а депутатів Державної Думи до п'яти років [27] [28] .
- 9 квітня (у річницю тбіліських подій 1989 року) з 2009 по 2012 рік проводив на новосибірській площі Леніна пікети солідарності з народом Грузії, який постраждав від російської агресії [29] [30] [31] .
- 13 лютого 2013 року за касаційною скаргою Мананнікова Верховний Суд РФ виніс ухвалу, з якої випливає, що образа судді в інтернеті неможлива: в інтернеті немає судових засідань. А ось чиновників, до яких належать і федеральні судді, можна образити і записом в інтернет-щоденнику [32] [33] .
- 22 серпня 2014 року був організатором та учасником пікету на підтримку незалежності та територіальної цілісності України поряд із Генеральним консульством України в Новосибірську [34] .
- 21 вересня 2014 року брав участь у пікеті солідарності із московським «Маршем світу». Зазнав нападу «православних» активістів, за що і був затриманий поліцією [35] [36] [37] .
- Автор доносу, який став підставою для арешту Мананнікова в 1982 році, з літа 2015 служить радником губернатора Красноярського краю В. А. Толоконського [38] .